# Astroma riojanum
Astroma riojanum är en insektsart som beskrevs av Cândido Firmino de Mello-Leitão 1939. 
Astroma riojanum ingår i släktet Astroma och familjen Proscopiidae. Inga underarter finns listade i Catalogue of Life.